# RRAD
RRAD (англ. RRAD, Ras related glycolysis inhibitor and calcium channel regulator) – білок, який кодується однойменним геном, розташованим у людей на короткому плечі 16-ї хромосоми. Довжина поліпептидного ланцюга білка становить 308 амінокислот, а молекулярна маса — 33 245.
| 10         |  | 20         |  | 30         |  | 40         |  | 50         |
| ---------- |  | ---------- |  | ---------- |  | ---------- |  | ---------- |
| MTLNGGGSGA |  | GGSRGGGQER |  | ERRRGSTPWG |  | PAPPLHRRSM |  | PVDERDLQAA |
| LTPGALTAAA |  | AGTGTQGPRL |  | DWPEDSEDSL |  | SSGGSDSDES |  | VYKVLLLGAP |
| GVGKSALARI |  | FGGVEDGPEA |  | EAAGHTYDRS |  | IVVDGEEASL |  | MVYDIWEQDG |
| GRWLPGHCMA |  | MGDAYVIVYS |  | VTDKGSFEKA |  | SELRVQLRRA |  | RQTDDVPIIL |
| VGNKSDLVRS |  | REVSVDEGRA |  | CAVVFDCKFI |  | ETSAALHHNV |  | QALFEGVVRQ |
| IRLRRDSKEA |  | NARRQAGTRR |  | RESLGKKAKR |  | FLGRIVARNS |  | RKMAFRAKSK |
| SCHDLSVL   |  |            |  |            |  |            |  |            |

A: Аланін

C: Цистеїн

D: Аспарагінова кислота

E: Глутамінова кислота

F: Фенілаланін

G: Гліцин

H: Гістидин

I: Ізолейцин

K: Лізин

L: Лейцин

M: Метіонін

N: Аспарагін

P: Пролін

Q: Глутамін

R: Аргінін

S: Серин

T: Треонін

V: Валін

W: Триптофан

Кодований геном білок за функцією належить до фосфопротеїнів. 
Білок має сайт для зв'язування з нуклеотидами, молекулою кальмодуліну, ГТФ. 
Локалізований у клітинній мембрані, мембрані.